# 19119 Дімпна
19119 Дімпна (19119 Dimpna) — астероїд головного поясу, відкритий 27 вересня 1981 року.
Тіссеранів параметр щодо Юпітера — 3,477.